# Meraner Hütte
Die Meraner Hütte – auch Hermann-Gritsch-Haus – ist eine Schutzhütte der Sektion Meran des Alpenvereins Südtirol in den Sarntaler Alpen in Südtirol, Italien.

## Lage und Umgebung
Die Meraner Hütte befindet sich auf dem Sarntaler Westkamm auf 1937 m s.l.m. Höhe. In nördliche Richtung erreicht man von hier aus den Hirzer. Nach Nordwesten führt ein Weg auf die Oswaldscharte, von der aus man auf den Ifinger, die Verdinser Plattenspitze und die Hochplattspitze gelangen kann. Östlich liegt der Große Mittager. Auf den nach Süden führenden Wegen kommt man auf den weitläufigen Tschögglberg.

## Geschichte
Nach dem Ersten Weltkrieg wurden die beiden Schutzhütten der Sektion Meran des Deutschen und Österreichischen Alpenvereins, die Lodnerhütte und die Hirzerhütte, durch den italienischen Staat enteignet und dem Club Alpino Italiano zur Führung überlassen. Nach dem Zweiten Weltkrieg und der Gründung der Sektion Meran des Alpenvereins Südtirol entstand der Wunsch zur Errichtung einer neuen Hütte als Ersatz. Die mit Spenden während der 1960er Jahre erbaute Meraner Hütte konnte 1970 eingeweiht werden. Zu Ehren des verstorbenen AVS-Sektionsvorsitzenden wurde sie nach Hermann Gritsch benannt.

## Anbindung
Neben der Anbindung durch viele lokale Wege ist die Meraner Hütte Station des Europäischen Fernwanderwegs E5 und der Sarntaler Hufeisentour.

## Karten
- Tabacco Karte Blatt 40: Sarntaler Alpen. ISBN 978-88-83150548